# 孔尚书祠与阙里南宗祠
孔尚书祠与阙里南宗祠，位于中国广东省广州市番禺区石碁镇大龙村，现为广州市文物保护单位，类型为古建筑，公布时间为2002年7月。
孔尚书祠与阙里南宗祠的历史年代为明代。